# Nabu-shuma-ukin II
Nabu-shuma-ukin II was één maand koning van Babylon, na een opstand tegen Nabu-nadin-zeri in 732 v.Chr. Hij werd op zijn beurt vervangen door Nabu-mukin-zeri. Hij wordt niet vermeld in Ptolemaeus' canon.
Hij wordt zowel op de koningslijst A als de Babylonische Kroniek i genoemd, maar zij spreken elkaar tegen. Lijst A beweert dat hij de zoon van zijn voorganger zou zijn, de Kroniek verhaalt dat hij een provinciaal bestuurder was die de opstand leidde waarin zijn voorganger gedood werd. Dit laatste is waarschijnlijker. Zelf werd hij gedood in de machtsovername door de Chaldese hoofdman die zijn opvolger werd.